# Гальчинський Анатолій Степанович
Анатолій Степанович Гальчинський (3 листопада 1935, Богуслав, Київська область, Українська РСР, СРСР — 6 жовтня 2022) — український економіст, ліберал; доктор економічних наук (1980), професор Київського національного університету ім. Т. Шевченка.

## Біографія
Народився 3 листопада 1935 року в Богуславі на Київщині.
У 1964 році закінчив економічний факультет Київського державного університету ім. Т. Шевченка.
З 1965 року депутат Миронівської райради Київської області, з 1973 року — депутат Київської міськради.
У 1970 році закінчив аспірантуру Академії суспільних наук при ЦК КПРС, де навчався разом з Леонідом Кравчуком.
У 1975–1988 рр.. завідував кафедрою політекономії Київського педагогічного інституту іноземних мов. У 1988–1991 рр.. — Професор кафедри політекономії Інституту політології та соціології управління; в 1991–1992 рр.. — Завідувач кафедри грошових і валютних відносин Київського державного університету ім. Т. Г. Шевченка; в 1992–1994 р. — завідувач відділу міжнародних валютно-фінансових проблем, головний науковий працівник Інституту світової економіки і міжнародних відносин НАН України.
У 1992–1993 рр.. — Член соціально-економічної ради Президента України. У 1994 р. брав участь у підготовці передвиборчої програми Леоніда Кучми. У 1994–2005 рр.. — Радник Президента України з питань макроекономічної політики. З жовтня 1994 очолював робочу групу з підготовки економічної програми Президента України «Шляхом радикальних економічних реформ»; Л. Кучма назвав А. Гальчинського «головним ідеологом» програми реформ, частково реалізованої в 1994–1999 роках.
Одночасно починаючи з грудня 1996 по липень 1997 р. був заступником голови Адміністрації Президента України з економічної політики; в 2000–2005 рр.. очолював Національний інститут стратегічних досліджень, з 19 жовтня 2000 по 2005 р. був головою Ради Національного банку України.
У 1990-ті роки входив до складу:
- Політвиконкому об'єднання «Нова Україна» (з 1995)
- Політвиконкому МКУ (1993–1996)
- Ради з питань економічної реформи при Президентові України (з грудня 1994)
- Конституційної Комісії (1994–1996)
- Державної комісії з грошову реформу
- Комісії з розробки Національної програми розвитку сільськогосподарського виробництва на 1996–2005 рр.. (З вересня 1995)
- Вищої економічної ради Президента України (1997–2001)
- Комісії з питань аграрної та земельної реформи при Президентові України (1997–1999)
- Політради Народно-демократичної партії (з 1996).

головний науковий співробітник Інституту світової економіки і міжнародних відносин НАН України.

## Автор наукових праць
Автор більш як 150 наукових праць.
- «Світова валютна система» (1993),
- «Становлення суспільства постформаційної цивілізації» (1993),
- «Основи економічної теорії» (1995, співавтор),
- «Україна: наука та інноваційний розвиток» (1997, співавтор),
- «Кінець тоталітарного соціалізму. Що далі?» (1997),
- «Теорія грошей» (1996, 1997, 1998),
- «Обраним шляхом» (1999),
- «Україна: поступ у майбутнє» (1999).

## Нагороди та відзнаки
- Заслужений діяч науки і техніки України (1992)
- Почесна відзнака Президента України
- Орден «За заслуги» II ст. (1999)
- Медаль А. С. Макаренка (1985)
- Орден Бернардо О'Хіггінса (1995, Чилі)
- іменна премія АКБ «INKO» (1995).